# Cardiel de los Montes
Cardiel de los Montes es un municipio y localidad española de la provincia de Toledo, en la comunidad autónoma de Castilla-La Mancha. El término municipal tiene una población de 390 habitantes (INE 2024)

## Toponimia
El topónimo Cardiel podría derivarse del latín carduelis que significa el jilguero, ave muy abundante por la zona. También podría venir del diminutivo latino de cardo, carduus en sus formas cardello o cardiello.

## Geografía

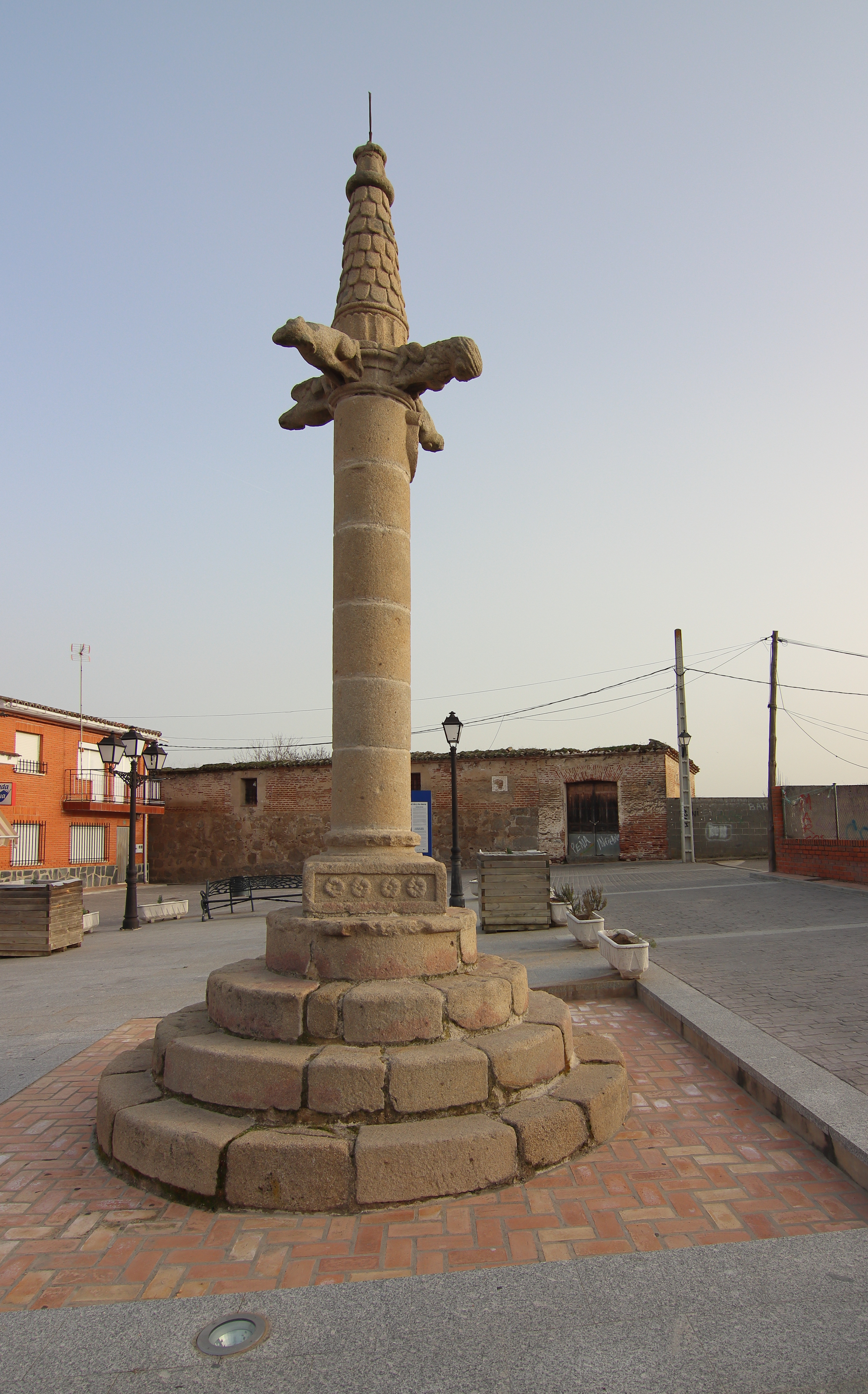
Rollo de justicia

El municipio se encuentra situado en una llanura en la comarca de la Sierra de San Vicente y linda con las poblaciones de Garciotum, Nombela, Los Cerralbos, Lucillos y Castillo de Bayuela, todas de Toledo.
Comprende los montes de Santa María, cruzan el término los arroyos Saucedoso y San Benito, afluentes del Alberche, que nacen el primero en la sierra de El Real, y el segundo en el término de Pelahustán. A dos kilómetros se encuentra el río Alberche, con su área recreativa El Rincón, y la urbanización Atalaya del Alberche, perteneciente a este municipio.

## Historia
Se piensa que es uno de los poblados más antiguos de la zona. Adquiere el título de villa en el siglo XVI, siendo su dueño Enrique Davila que heredó el señorío de Navamorcuende-Cardiel a la muerte de su sobrino Miguel Dávila.
La iglesia parroquial, la cual tiene por advocación a Santiago Apóstol, es de principios del siglo XVI,  A mediados del siglo XIX el presupuesto municipal era de 6500 reales, de los cuales 1400 eran para pagar al secretario y se cubrían con los pastos y la recogida de bellota. El lugar contaba por entonces con una población censada de 79 habitantes. La localidad aparece descrita en el quinto volumen del Diccionario geográfico-estadístico-histórico de España y sus posesiones de Ultramar de Pascual Madoz de la siguiente manera:

CARDIEL: v. con ayunt. en la prov.de Toledo (9 leg.), part. jud. de Talavera de la Reina (4), aud. terr. de Madrid (16), dióc. de Avila (15), c. g. de Castilla la Nueva: sit. en una llanura con templado clima y vientos E. y O., se padecen calenturas catarrales. Tiene 35 casas malas, que forman 3 calles y una plaza, con casa consistorial; cárcel, una panera, propia del Sr. duque de Abrantes; una escuela de primeras letras dotada con 300 rs. por los fondos públicos, á la que asisten 10 niños de ambos sexos; una igl. parr. dedicada á Santiago Apóstol, de patronato del espresado Sr. duque, quien nombra el párr. y el sacristan; el curato es de entrada: en los afueras una ermita ruinosa dedicada á Sta. María; y el cementerio que no perjudica á la salud; para el surtido de los vec. hay 2 fuentes de aguas potables. Confina el térm. por N. con el de Garciotun; E. Nonvela; S. el r. Alberche; O. Castillo de Bayuela, a dist. de 1/2 leg. de N. á S. y 1 de E. á O., y comprende los montes de Sta. Maria y los barrancos, cubiertos de arbolado de encina y algunas matas bajas; cruzan el térm. los arroyos Zaucedoso y San Benito, que nacen el primero en la sierra del Real, y el segundo en térm. de Pelaustan, con un puente el primero para bajar a esta v. y á Lucillos, y ambos entran en el Alberche, que segun hemos dicho deslinda el térm. por el S. y entra en el Tajo: el terreno es de mediana calidad; los caminos vecinales y en buen estado: el correo se recibe en Talavera de la Reina, por balijero, 2 veces á la semana. prod.: trigo, centeno y la bellota de sus montes; se mantiene ganado de cerda, lanar, cabrio y vacuno; y se cria caza menor. pobl.: 20 vec., 79 alm. cap. prod.: 146,470 rs. imp.: 3,962. contr.. segun el cálculo general de la prov. 74'48 por 100. presupuesto municipal: 6,500 del que se pagan 1,400 al secretario por su dotacion, y se cubre con el fondo de propios que consiste en pastos y bellota.
(Madoz, 1846, p. 556)

## Demografía
Cuenta con una población de 390 habitantes (INE 2024).
| Gráfica de evolución demográfica de Cardiel de los Montes entre 1842 y 2021                                                                                           |
| |
| Población de derecho según los censos de población del INE Población de hecho según los censos de población del INEEn estos censos se denominaba Cardiel: 1842 y 1857 |

## Política y administración
Elecciones municipales de 2015

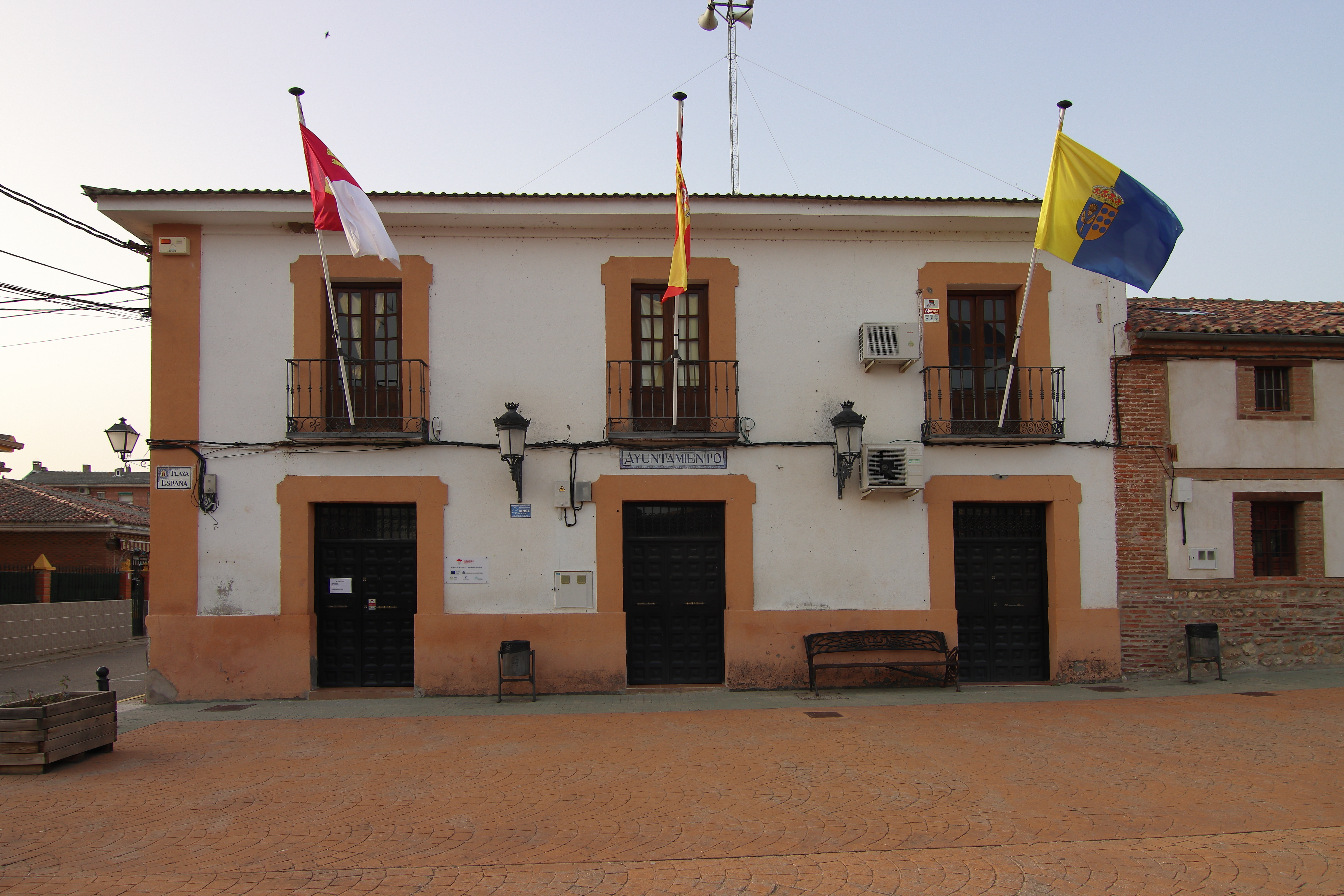
Casa consistorial

El PSOE es la lista más votada, resultando electo en la alcaldía Adolfo Carretero Martín. El 22 de septiembre de 2018 sufrió un infarto fulminante durante el pleno municipal que le produjo la muerte y tomó el relevo Mario Serrano Contonente, teniente de alcalde que ejerció como alcalde en funciones.
Elecciones municipales de 2019
El PSOE vuelve a ser la lista más votada en Cardiel de los Montes, resultando electo en la alcaldía su cabeza de lista Pedro Casado Molina. 
Alcaldes
| Periodo   | Nombre                  | Partido |
| --------- | ----------------------- | ------- |
| 1979-1983 | Arturo Martín Arévalo   | PSOE    |
| 1983-1987 | Arturo Martín Arévalo   | PSOE    |
| 1987-1991 | Federico Barroso Martín | CDS     |
| 1991-1995 | Federico Barroso Martín | PP      |
| 1995-1999 | Federico Barroso Martín | PP      |
| 1999-2003 | Adolfo Carretero Martín | PSOE    |
| 2003-2007 | Adolfo Carretero Martín | PSOE    |
| 2007-2011 | Adolfo Carretero Martín | PSOE    |
| 2011-2015 | Adolfo Carretero Martín | PSOE    |
| 2015-2019 | Adolfo Carretero Martín | PSOE    |
| 2019-2023 | Pedro Casado            | PSOE    |

## Monumentos

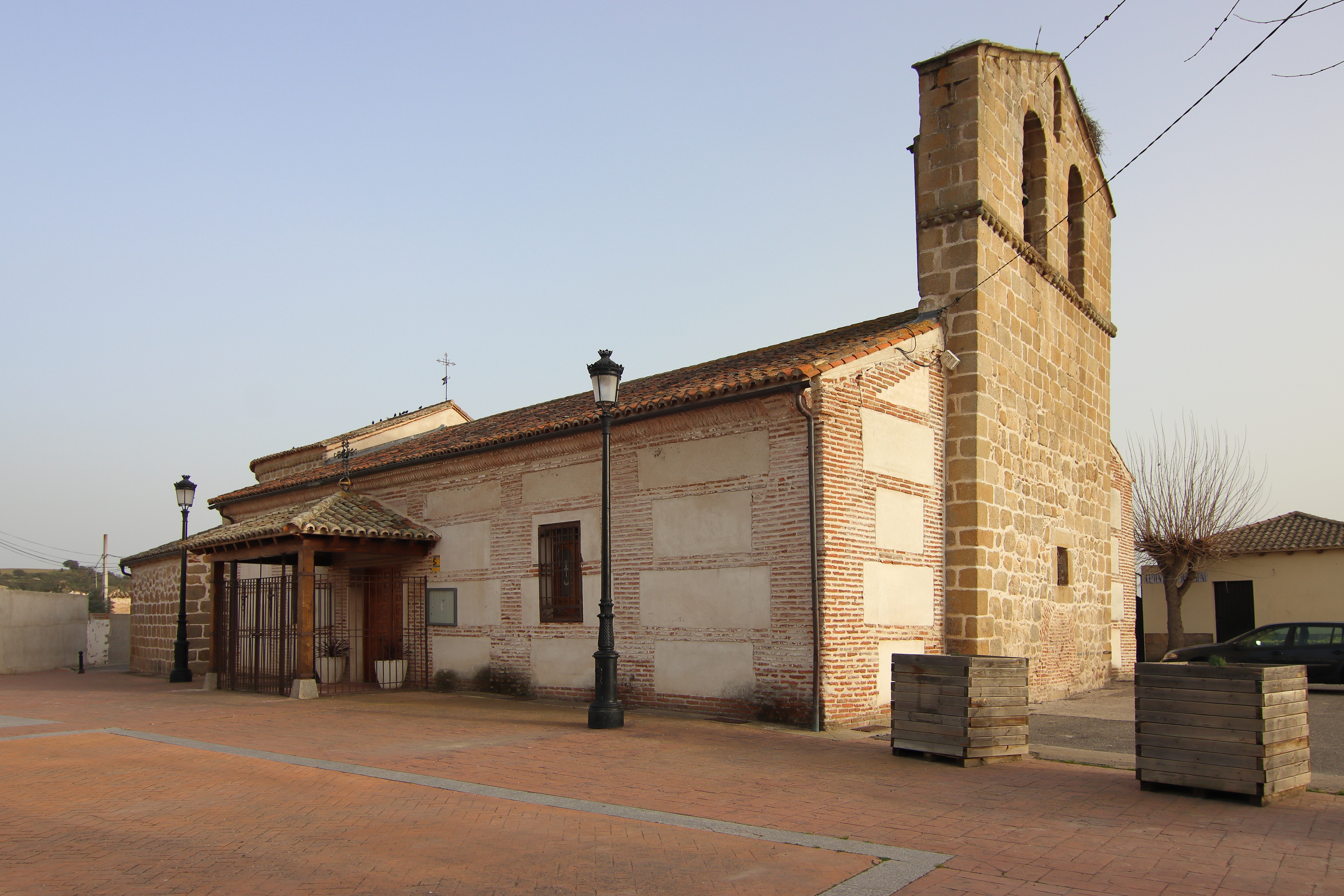
Iglesia de Santiago Apóstol

En la localidad hay un rollo de justicia, además de una iglesia bajo la advocación de Santiago Apóstol.

## Fiestas
- 1 de febrero: Santa Brigida. Duración un día. Comida en la plaza del ayuntamiento
- Semana Cultural: se suele celebrar la última semana de agosto. Duración 4 días. Torneos de fútbol, pádel, petanca, mus, parchís y muchas más cosas. Ruta al río, discoteca móvil, parque infantil, concurso fotográfico y dibujo. Cine y olimpiadas rústicas etc..
- Primer domingo de octubre: fiestas patronales dedicadas a la Virgen del Rosario. Duración 4 días. Verbenas, toros, encierros, recortadores, charangas, parque infantil, misa, pregón, comida, peñas, procesión.